# Jatibonico
Jatibonico es una localidad de la zona central de Cuba fundada en 1904, formando parte del municipio y Partido Judicial de Ciego de Ávila en la antigua provincia de Camagüey. En 1915 alcanzó la categoría de municipio independiente, dentro de la misma provincia.
En 1970, pasó a ser administrado desde la entonces antigua provincia de Las Villas y en 1976, quedó conformado como parte de la nueva provincia de Sancti Spíritus.
Su cambiante situación como dependencia administrativa siempre se ha debido a su condición de territorio limítrofe.

## Toponimia
Su nombre proviene de los vocablos aborígenes hati (madera) y bonico (lugar), o sea, lugar de extensos bosques.

## Geografía
Situado en la región central de país y en la zona más oriental de la provincia Sancti Spíritus, tiene una superficie total de 765,1261km² (2005); con una densidad de población de 56,05 habitantes por km² en la zona urbana y 216,30 en la rural (2005); y una población de 43.039 habitantes (2017). Limita al norte con Yaguajay y Florencia, al sur con La Sierpe, al oeste con los municipios de Sancti Spíritus y Taguasco y al este con Majagua (municipio de la provincia de Ciego de Ávila).

### Clima
El territorio de Jatibonico, tiene una temperatura media anual de aire de 26 o más grados Celsius. Las temperaturas medias mensuales del aire en verano, fluctúan entre 27 y 28 grados Celsius. En invierno entre 23 y 24 grados Celsius y suelen llegar de 6 a 10 grados Celsius.

### Hidrografía
El territorio está recorrido de norte a sur por el Río Jatibonico del Sur, con una cuenca de 835 km² y una longitud de 117 km. En este río se han construido dos embalses con sistema de regadíos para los planes agropecuarios de la zona, La Presa Lebrije que junto a la Felicidad aportarán agua al complejo Arrocero Sur de Jíbaro, a la Empresa Azucarera Uruguay y el Combinado de Papeles Blancos “Panchito Gómez Toro”. También con estos fines fue construida la presa Dignora, en Arroyo Blanco. Estos embalses son importantes fuentes abastecedoras de agua potable a la población y de pescado como alimento.

### Geología
El territorio de Jatibonico se debe a transformaciones ecológicas correspondientes a distintas etapas. Así tenemos que al norte las alturas pertenecen al mesozoico y el resto del territorio, debe su formación a la era cenozoica de los períodos cretáceos, paleógeno y neógeno.
Debido a estas transformaciones en el territorio existen yacimientos de petróleo en la zona de Cristales y de caliza en las alturas del Norte.

### Flora
En la región que ocupa el territorio de Jatibonico, aparecen grandes extensiones de tierra constituidas por sabanas entrelazadas con las zonas cultivadas.
Al Sur, sabanas hémica arenosas y de mocarreros, cubiertas de hierbazales ruderales y pratenses con arbustos muy secundarios.
Al centro, sabanas de Palma Real, Roystomearegia (HBK), Ceiba, Pentadera (Lim) y Algarrobo, Samanea (Jacq) entre matorrales secundarios densos y breñales de antropófitas.
Las sabanas a veces están interrumpidas por pequeños bosques de árboles maderables; cedro, caoba, majagua, júcaro, guásima, mantecón, almacigo, bienvestido y grandes áreas de marabú, algarrobo, paraná, pata de gallina, malva peluda y otras hierbas.
Entre los árboles frutales, diseminados por todo el territorio se encuentra el mamey colorado, la guanábana, el caimito, el anón, el guayabo o guayaba, la papaya cimarrona, el corojo, la palma cimarrona, la chirimoya y el marañón entre otros.
Es bueno señalar que en este territorio se cosechan vegetales y gramíneas, que sirvieron para la alimentación aborigen como el maíz, descubierto por los mensajeros de Cristóbal Colón el 6 de noviembre de 1492; el boniato, la yuca, de cuyo tubérculo los aborígenes fabricaban el casabe.
Entre las plantas condimentosas que se cosechan, la más importante es el ají, al que llamaban "axi".
También se cosecha aunque en menor escala el tabaco.

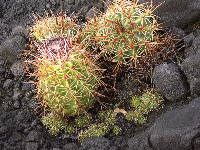
Melocactus guitartii de León

En la flora de Jatibonico aparece como planta autóctona o endémica. Un cactus denominado Melocactus guitartii (Ares) ubicado en las rocas efusivas de la región, zona de los Brazos muy próxima al poblado de Arroyo Blanco.

### Precipitaciones
Las precipitaciones medias anuales en milímetros son hasta de 1000. Al Sur en la región próxima a la costa, las precipitaciones anuales son de 800 o 1000 milímetros, al centro y al norte fluctúan entre 1200 y 1500 milímetros aproximadamente. En el período seco (noviembre-abril) las precipitaciones de la parte central hacia el Norte son de 200 milímetros o menos, del centro hacia el Sur son superiores y fluctúan entre 250 y 300 milímetros.

### Relieve
El territorio que ocupa el municipio de Jatibonico constituye un valle intra montano, plástico arenoso, rocoso o semi-rocoso de territorio llano con excepción de pequeñas elevaciones dispersas.
Al norte del territorio presenta una superficie inclinada, en parte muy calcificada y transformada por denudación con cadena de cerros a veces aplanados o en forma de cuchillas.
Al Sur, Colinas y abundancia de fenómenos cárcicos superficiales y subterráneos. Sus elevaciones forman parte de las alturas del nordeste de Las Villas del grupo de las cordilleras de la región central de Cuba.
Todo su territorio se encuentra formando parte de la llanura Calcárea de Camagüey a veces interrumpido por elevaciones pertenecientes a las alturas del nordeste.

## Barrios
1. Centro histórico (El Pueblo)
2. Reparto Trillo
3. Las Charcas
4. Reparto Antonio Darío
5. El Refugio
6. Zona de Desarrollo (Los Edificios)
7. Palmarito
8. Primer Batey
9. Segundo Batey
10. Tercer Batey
11. Seis de Marrero
12. El Cinco
13. Lajitas
14. Llega y Pon
15. El Central

## Historia

### Etapa precolombina
En los sitios arqueológicos reportados hasta la fecha en Jatibonico son abundantes los artefactos de piedra lasqueada y fundamentalmente pulida que sobresalen por la perfección de su fabricación.
De indudable belleza y perfección en su construcción es la denominada "Hacha de Jatibonico" fabricada en basalto negro con un pulido muy depurado, encontrada en Arroyo Guanabo, afluente del Jatibonico del Sur.
Los aborígenes agroalfareros que tuvieron su asentamiento al Sur de Jatibonico, debieron venir de muy lejos. Esta aseveración puede deducirse por las hachas petaloides de basalto encontradas en esta región, mineral muy utilizado por los aborígenes, pero ausente en este territorio.
La cerámica colectada aunque muy fraccionada, demuestra que figuró como parte muy importante en el desarrollo de estas comunidades que van desde fragmentos de Burén, hasta cazuelas y probablemente otros implementos.
Sin haberse realizado un estudio profundo de la cerámica que ha podido recolectarse en los residuarios Los Ranchos, La Nata, Guanabo y Las Mulas, pueden ubicarse dentro de la serie Coladoide, pues se caracteriza por ser delgada, dura y tan bien hecha, que debe haber existido una gran tradición ceramista tras ella. Otros rasgos que las distinguen son los diseños entrecruzados y asas tabulares.
Muchos grupos aborígenes agroalfareros, poseían un sistema agrícola basado en el cultivo de la yuca amarga.
En lo que a la tierra se refiere, la yuca como otros cultivos de raíces y tubérculos, se cosecha mejor y crece con mayor lozanía, en terrenos de una constitución suelta y desmenuzada, siempre que el humus y el mentillo sean favorables. Las tierras arcillosas y fuertes son buenas, también lo son las tierras arenosas que sean muy ligeras, características existentes en el valle del río Jatibonico, asiento de los cuatro sitios arqueológicos descubiertos en este territorio.
Esto unido a la aparición con ellos de fragmentos de Burén, demuestra que el cultivo fue una práctica fundamental en su modo de vida. La yuca amarga la cultivaban con la finalidad de fabricar el casabe.
Las tradiciones funerarias muestran un incremento en el grado de desarrollo de sus costumbres. Porque en este caso se separan los lugares asignados a las actividades de vida diaria de aquellos donde se va a efectuar el enterramiento con su correspondiente ritual. Características estas bien delimitadas en el sitio arqueológico "Los Ranchos".
Los muertos eran objeto de todo un ritual fúnebre al que acompañaban numerosas y frecuentes ofrendas, que consistían generalmente en vasijas de cerámica.

### Colonización española
A principios del siglo XVI las autoridades coloniales españolas distribuyeron las tierras de Cuba en feudos de forma circular llamados Hatos y Corrales. De dicho reparto aparecen en lo que es hoy el municipio Jatibonico, los Corrales de Arroyo Blanco, Iguará, Guanabo, el Cieguito de la Virgen y un poco más al norte, el corral Jatibonico, mientras al sur, cerca de la desembocadura del Río Jatibonico del Sur un hato con este nombre, Jatibonico.
De estas formaciones primarias trascendieron en el tiempo el corral Arroyo Blanco e Iguará que llegaron a tener cierto desarrollo urbanístico (ya para 1770 contaban con una importante posta de correos, una pulpería y relevantes rebaños de ganado mayor y menor), llegando hasta nuestros días Arroyo Blanco.
Ciertamente, aunque resulta joven aún la historia de Jatibonico como pueblo, por esta zona confluyen trazos de una rica trayectoria. Por estos campos operaron fuerzas mambisas comandadas por el General Serafín Sánchez Valdivia, con acciones significativas en Arroyo Blanco, punto estratégico entre Sancti Spíritus y Morón.
También muy cerca de la actual cabecera, el Generalísimo Máximo Gómez Báez desarrolló la meritoria Campaña de La Reforma, en la cual, a lo largo de 20 meses y con limitadas fuerzas, puso en jaque a más de 40 000 soldados españoles. Allí mismo, el 11 de marzo de 1876, Gómez vio nacer a su hijo Panchito, y 20 años después recibió la dura noticia de su muerte junto a Antonio Maceo Grajales.

### República

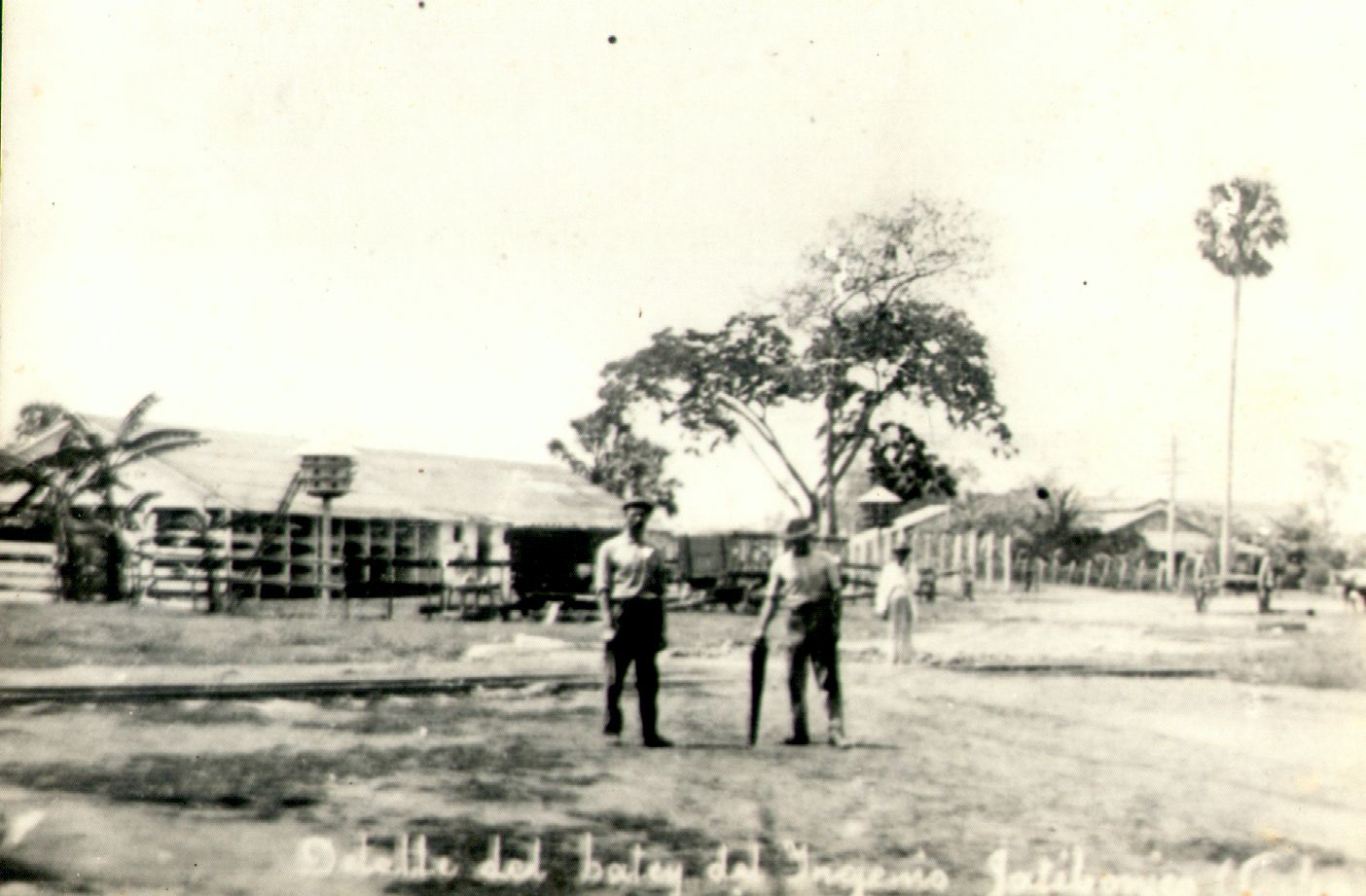
Batey Ingenio Jatibonico

El 21 de junio de 1902 la compañía norteamericana "The Cuban Sugar Company" compra la finca "La Herradura" con el fin de construir un ingenio azucarero (Central Jatibonico-1905), a la sazón llegaba a estas tierras el Ferrocarril Central, construyéndose un paradero dando origen al surgimiento de este pueblo.

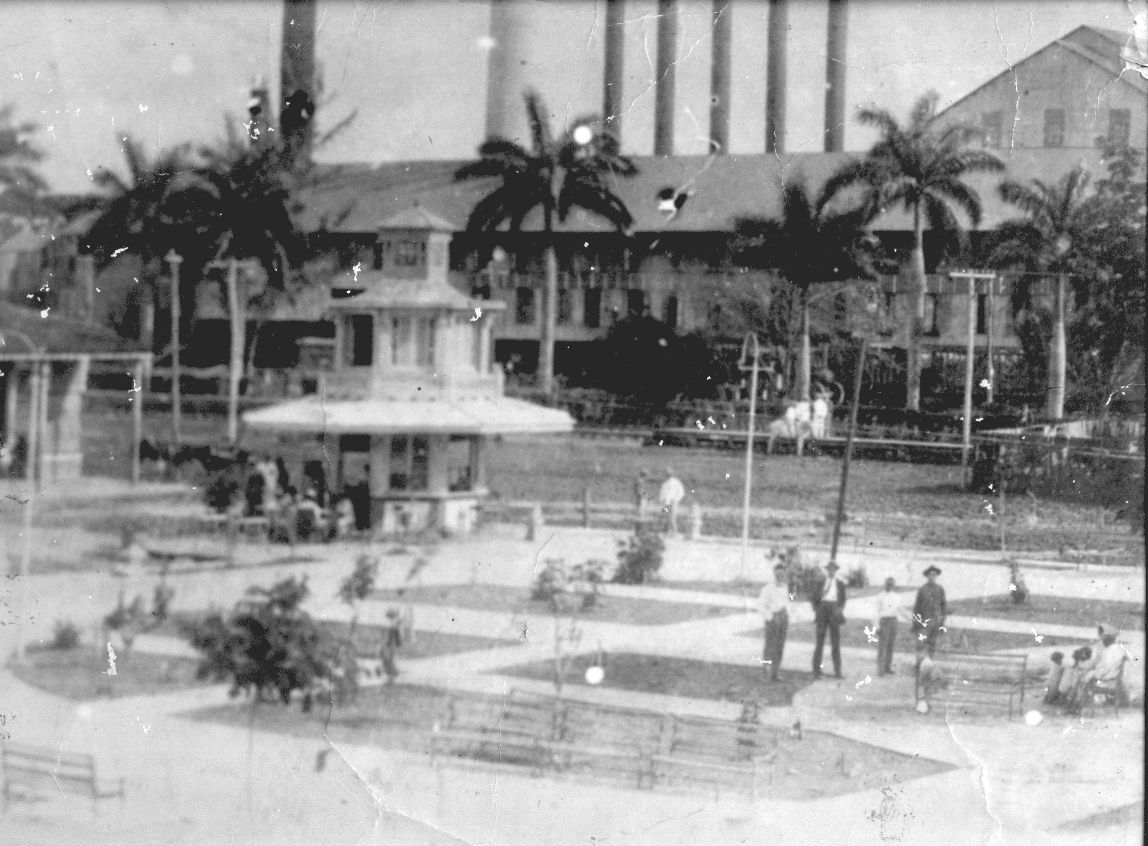
Parque Jatibonico, hoy Serafín Sánchez Valdivia

El trazado urbano de Jatibonico se basó en calles paralelas, de este a oeste y de norte a sur, destacándose la amplitud de las mismas y su uniformidad. La plaza o parque se situó convenientemente frente a lo que fue originalmente la estación de ferrocarril, convirtiéndose éste en el centro del núcleo urbano.
Con el desarrollo urbanístico y social que fue adquiriendo el poblado, comenzaron a aparecer los primeros comercios, negocios, pequeñas fábricas, y en el plano social las instituciones de instrucción y recreo, siendo la primera de ellas la "Sociedad la Tertulia" que devino después en la "Sociedad Liceo".

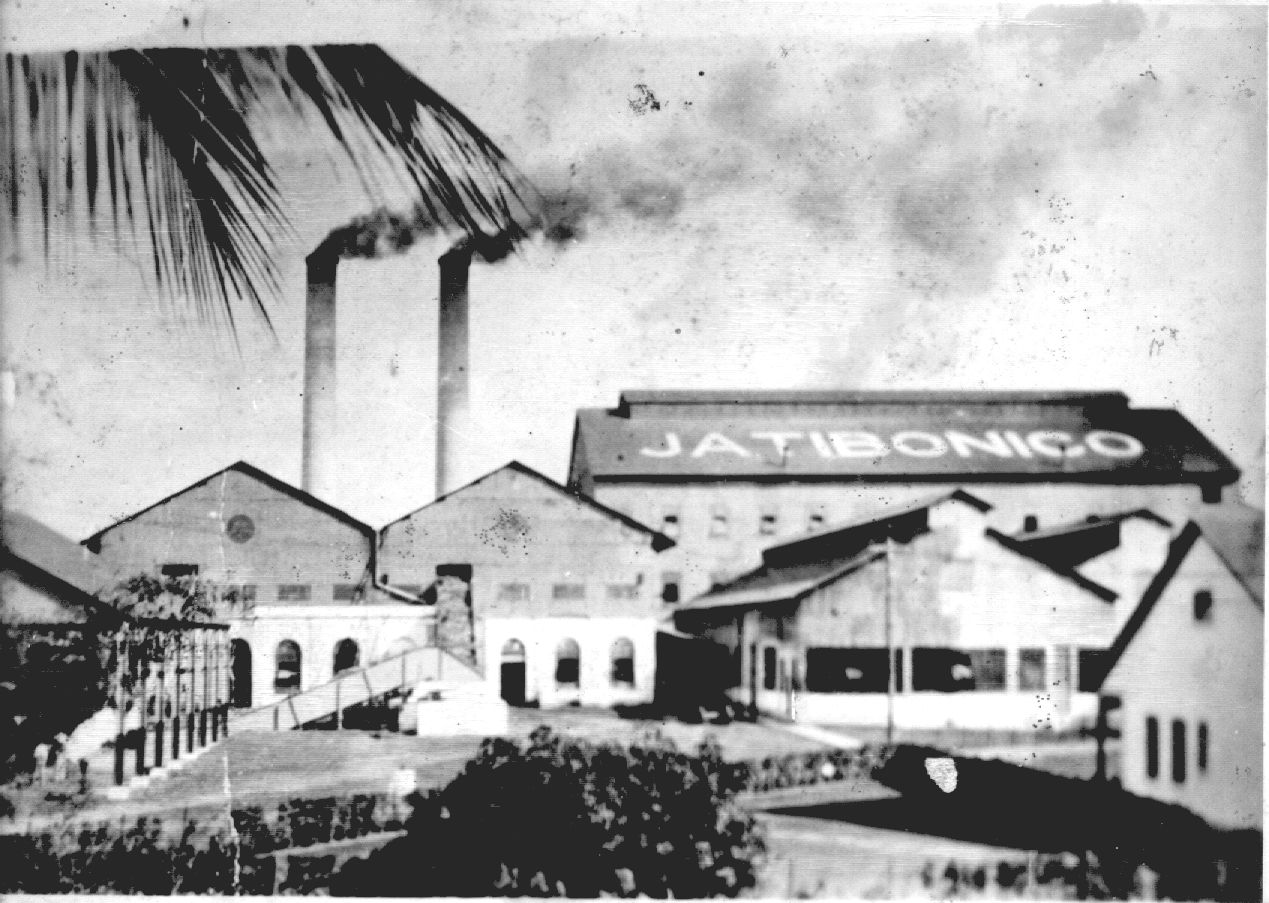
Ingenio Jatibonico

Con el crecimiento de la producción cañero-azucarera el poblado creció vertiginosamente, por lo que el general Enrique Recio, representante de la Cámara de la provincia de Camagüey, presenta un Proyecto de Ley el 18 de diciembre de 1914, con el objetivo de otorgar a Jatibonico la condición de municipio. Este hecho se materializa con la toma de posesión el 15 de abril de 1915 del primer alcalde nombrado Amado Granado Pérez, candidato del Partido Liberal.
Para el 15 de abril de 1915, Jatibonico era reconocido como el sexto municipio de la provincia camagüeyana, a la que perteneció hasta 1976. A partir de ese año, y con la aprobación de la nueva División Político Administrativa, pasa a ser parte del territorio de Sancti Spíritus.
Ya en los años de la pseudorrepública, los jatiboniquenses se sumaron a importantes movimientos sociales, como la huelga de la moneda, el movimiento de los independientes de color, el alzamiento de los veteranos de Cienfuegos y la huelga general contra Machado, entre otros.

### Etapa Revolucionaria 1952 a 1958
El panorama económico, político, social y cultural que caracterizaba al término municipal de Jatibonico, expresión del acontecer nacional, permiten comprender la necesidad histórica del proceso revolucionario desarrollado por nuestro pueblo en la década del 50.
El golpe de Estado del 10 de marzo de 1952 que llevó a Batista al poder, condujo a la agudización de las contradicciones existentes en la sociedad cubana y aceleró el inicio de la lucha revolucionaria.
El Partido Socialista Popular en Camagüey condenó el golpe y orientó a los Comités Municipales lo que debían hacer. El Partido Socialista Popular (PSP) en Jatibonico repudió el artero hecho y realizó contactos con otros partidos para trazar las acciones contra los golpistas. Miguel García Calero estableció contactos con el alcalde Anselmo San Gabino y éste le habló de esperar. También contactó con Carlos Jorge Pelegrín del Partido Ortodoxo, pero en realidad no se coordinaron acciones. Al respecto Carlos Jorge señaló:
…La orientación del PSP fue discutir con los representantes del gobierno y las fuerzas que los sostienen. Se orienta resistir ante el golpe. Fuimos hasta el Ayuntamiento, pero los demás Partidos están esperando órdenes. Lanzamos un manifiesto con¬denando a los golpistas, llamando a la ciudad y proclamando resistir, en defensa de la constitución, pero no para que pusieran de nuevo a Prío en el poder…
Los dirigentes del Central Jatibonico en ese momento, paralizaron sus actividades, en rechazo al golpe, pero ante la intervención de las autoridades, tuvieron que irse de allí, pero los trabajadores apoyan el paro y las labores no se reanudan hasta el otro día. En varias colonias se produjeron pocas labores y en zonas campesinas donde las asociaciones de campesinos eran fuertes, se repudió el golpe.
El día 11 de marzo ya el régimen ha dominado la situación en el municipio. Se iniciaba un orden de mayor terror para los explotados. Ese día fueron llamados al Cuartel los dirigentes del Partido para reprimirlos por el rechazo a Batista.
Pronto se hizo evidente para todo el pueblo lo que desde el primer momento habían denunciado las fuerzas más conscientes y avanzadas: que el cuartelazo agravaría seriamente los problemas del país.
Carlos Jorge Pelegrín, Concejal Ortodoxo en ese momento, renuncia al cargo, junto al Alcalde Anselmo San Gabino, al igual que lo hacen otros Concejales.
El 4 de abril de 1952 fue sustituida la carta magna de 1940, por los llamados: "Estatutos Constitucionales" elaborados por Fulgencio Batista Saldivar, con el fin de darle una fachada jurídica legal a su decena antinacional y pro imperialista.
En Jatibonico el Partido Socialista Popular se mantuvo al frente de la clase obrera y defendió sus intereses frente al nuevo régimen. Además los militantes comunistas dieron su aporte a la lucha insurreccional en esta etapa.
El asalto a los cuarteles de Santiago y Bayamo el 26 de julio de 1953, aunque fue en lo militar un duro revés y no pudo alcanzar sus objetivos inmediatos; constituyó un vital fundamento para la lucha que condujo al triunfo revolucionario el 1.º de enero de 1959.
Jatibonico, tuvo un hijo Moncadista y Expedicionario del Granma: Antonio Darío López, nacido el 27 de septiembre de 1924; se traslada con su familia a vivir a La Habana a fines de 1934, lugar donde reside hasta la fecha de los hechos del Moncada y de Bayamo.
Después de los acontecimientos del día 26, Antonio Darío, llega a Jatibonico, el miércoles 28 de julio de 1953, alrededor de las cuatro de la tarde. Su prima Divina Ares López recuerda aquel momento: …con Darío mi primo, llegaron a mi casa tres comba¬tientes más, el hoy General de Brigada Calixto García Martínez, el Mártir Antonio López Fernández, Ñico y otro joven... Posteriormente los revolucionarios viajan hacia La Habana.
La decisión del Partido fue tratar de proteger a los sobrevivientes Moncadistas. A Antonio Darío López y a sus 3 compañeros se les prestó ayuda para viajar a La Habana.
Durante este período el Partido Socialista Popular, continúa luchando por la clase obrera y el campesinado en el territorio. A fines de 1953 se creó el “Comité de Defensa de las Demandas Obreras” en el Sector Azucarero.
Sus principales dirigentes fueron Juan Rodríguez Pita, Clerencio López Carreiro y Manuel Hernández. Este Comité orientado por los comunistas, se enfrenta a la Administración en reiteradas ocasiones, y se opone a la directiva mujalista convertida ahora al Batistato.
A Clerencio López Carreiro “El Charro” se debe en buena medida la unidad forjada en la clase obrera azucarera y la unidad del movimiento obrero revolucionario, para las futuras batallas contra la dictadura de Batista.
El Partido apoyó en la localidad la campaña Pro-Amnistía en favor de los asaltantes del Moncada y Bayamo que estaban prisioneros.
En octubre de 1954, los dirigentes del PSP orientan al pueblo no asistir a las urnas para votar en la farsa electoral preparada por Batista. Desde antes se había recibido la orientación nacional para seguir la línea del VOTO NEGATIVO, frente a la maniobra de los comicios preparados por el régimen. Aquí se elaboraron manifiestos e incluso hubo comunistas presos por esta labor.
Después de salir de la cárcel, Fidel Castro y otros compañeros se reúnen en la calle Factoría n.º 62, en La Habana, y dejan constituidas el 12 de junio de 1955 la Dirección Nacional del Movimiento 26 de Julio. Pronto se ofrecen orientaciones para su creación en distintos lugares del país.
En Camagüey se constituye el Movimiento 26 de Julio a fines de julio de 1955, bajo la dirección de Cándido González y Raúl García Peláez, con el apoyo de otros compañeros.
En Jatibonico, después de recibir orientaciones de las instancias superiores se fundan algunas cédulas en las que participan Antonio González, Rubén Rodríguez y otros.
En octubre de 1955 quedó organizada la dirección municipal del MR-26-7 en una reunión en la casa de Antonio González García, cita en Máximo Gómez # 55.
Miembros:
-	Antonio González García: Coordinador
-	Jaime Pérez Vives: Sección Obrera
-	Víctor Obregón Pérez: Jefe de Acción y Sabotaje
-	Rubén Rodríguez Díaz: Responsable de Finanzas
-	Aramís Rodríguez Carmona: Responsable de Propaganda
A partir de este momento se crearon cédulas en varios centros laborales, como el Central Azucarero y algunas Colonias, así como en zonas campesinas como Arroyo Blanco y El Perico.
A fines de diciembre de 1955 se desarrolla la huelga azucarera en reclamo del pago del diferencial, la cual fue apoyada por otros sectores laborales y por el estudiantado. En Jatibonico la huelga se desarrolló con gran fuerza, se toma el Central el día 19 de diciembre, se cierran después los comercios y prácticamente se paralizó la vida económica del territorio.
Aquí ya combatieron unidos compañeros del MR-26-7 con los militantes del PSP. La represión fue muy violenta, hubo heridos y muchos presos. Este hecho marcó un viraje en el movimiento obrero local y afianzó las posiciones revolucionarias que se venían manifestando.
Después del Desembarco del Granma, se inicia la lucha armada guerrillera en Oriente y posteriormente se crearon Frentes Guerrilleros en otros lugares del país.
Durante 1957 se estrechan los vínculos entre el MR-26-7 y el PSP en la localidad y en 1958 la colaboración es casi completa. Se brinda apoyo a los frentes guerrilleros que funcionaban en la Sierra de Cubitas, Camagüey y al frente del Escambray tanto el 26 de julio como el Directorio Revolucionario que dirigía Faure Chomón.
En Jatibonico se realizaron algunas acciones durante la huelga del 9 de abril de 1958, pero a pesar de las coordinaciones del MR-26-7 y el PSP, las acciones no tuvieron el éxito que se deseaba. La represión del ejército neutralizó a los huelguistas.
En mayo de 1958 se organizó el frente guerrillero de la zona Norte de Las Villas, en las regiones del actual municipio de Yaguajay. Este fue creado por el PSP y dirigido por Félix Torres.
El PSP de Jatibonico mantuvo contactos directos con el frente Norte de Félix Torres, enviando hombres y ayuda material hasta el triunfo revolucionario de 1959. El propio Miguel García Calero se incorporó como combatiente al Frente Norte a partir de noviembre de 1958.
En los días finales de 1958, cuando se había logrado la unidad de las fuerzas revolucionarias que operaban en Las Villas después de la llegada de la columna invasora, se decide iniciar la ofensiva liberadora en todos los pueblos de la región central.
El 27 de diciembre de 1958, las fuerzas rebeldes dirigidas por Armando Acosta Cordero, quien con el grado de capitán, usaba el seudónimo de Erasmo Rodríguez, inician el ataque a Jatibonico. En las acciones participan también las fuerzas del Capitán San Luis y la guerrilla de Pompilio Viciedo. Junto a los rebeldes participaron muchos jatiboniquenses.
Al referirse a las acciones de estos días finales, Armando Acosta expresó:

Fueron días de preocupación, excepción, la aviación todos los días ametrallando las regiones por donde nosotros estábamos. ¿Cómo se nos van a olvidar los Hermanos Santos? Niños aun cuando venían de Cabaiguán a incorporarse a las tropas y con esa audacia de la juventud, avanzaron por la carretera central para incorporarse a las tropas de San Luis, cuando los interceptaron los esbirros de la tiranía y los asesinaron. ¿Cómo se nos puede olvidar Antonio Rodríguez? Nuestro primer teniente que al cumplir una misión que le trazamos en El Jíbaro, enfrentó el desigual combate a la aviación, muriendo heroicamente para defender la libertad. Fueron días de avances y retrocesos, de toma de la ciudad y retirada, hasta que cerramos el cerco y una poderosa guarnición del ejército de Batista, aproximadamente de 500 soldados, según las armas que ocupamos, teníamos que enfrentarnos y vuelvo a repetir: que nuestro instrumento de victoria residía en los hombres y mujeres valerosas de Jatibonico.
Comandante Armando Acosta Cordero

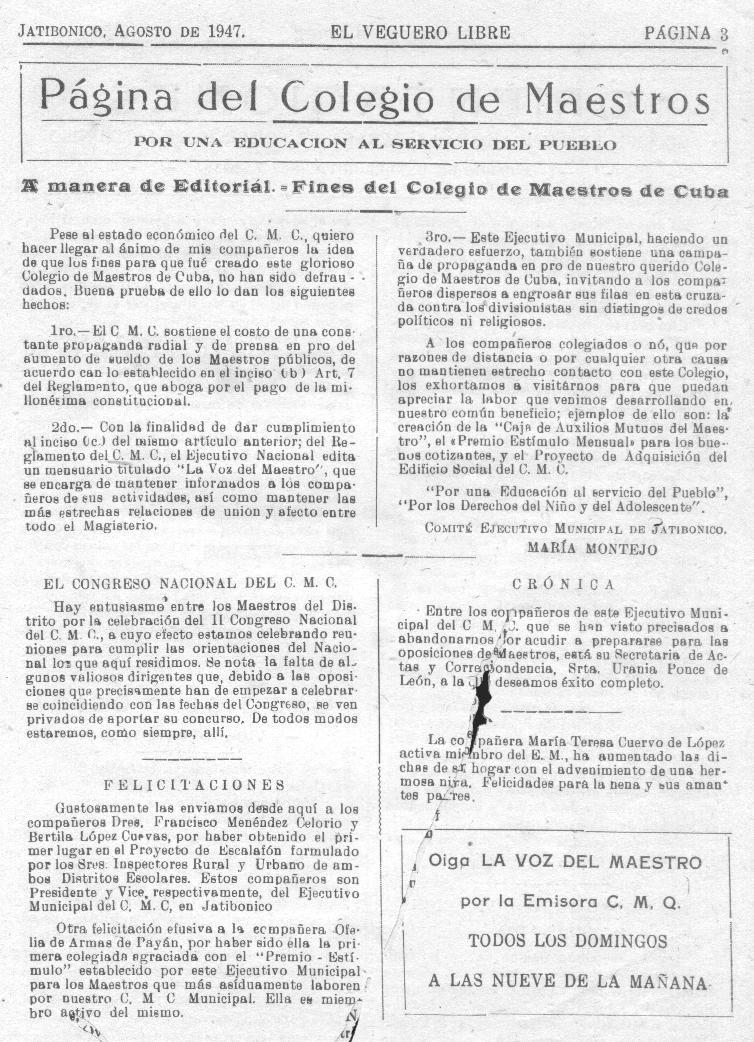
El Veguero Libre

Durante las décadas de 1940 y 1950, el término municipal de Jatibonico tuvo una pródiga actividad periodística, la cual se expresaba a través de sus órganos de prensa, como los periódicos "El Veguero Libre", La Prensa y Ecos de Jatibonico, El Boletín Rotario de Jatibonico y la Emisora Radial CMJJ Radio Jatibonico. Estos órganos además de cumplir funciones económicas y comerciales representaron un importante vehículo de promoción y divulgación de la cultura local.
Entre sus hijos más admirados se cuenta a la maestra María Montejo Pérez, que mucho luchó por la educación de los pobres; al revolucionario Antonio Darío López, asaltante al Cuartel de Bayamo el 26 de julio de 1953 y expedicionario del Granma, a Genaro Melero Batista, el legendario pitcher que colmó estadios y en vida donó su nombre a la instalación beisbolera de la localidad y a Rómulo Loredo Alonso conocido nacionalmente como gran dramaturgo y calificado por Eduardo Robreño como el que mejor ha tratado la temática campesina en el teatro cubano, es ante todo, uno de los mayores exponentes de nuestros antecedentes culturales, anclado en lo popular y amante de lo humorístico.
De la historia más reciente no se pueden obviar los días de la Lebrije, episodio ya imprescindible para los habitantes de este municipio, quienes sintieron muy cerca la posibilidad de que las inquietas aguas de esa presa arrastraran con un siglo de trabajo y de historia.
Aquel humilde asentamiento, nacido a la vera de la Cuban Sugar Company, mucho ha crecido: hoy cuenta con unos 43 000 habitantes, de ellos más de la mitad en la cabecera.
De esos años fundacionales permanece aún el fuerte arraigo de su economía al cultivo de la caña y a la producción de azúcar, gracias a las maquinarias del coloso Uruguay, poseedor del récord nacional de fabricación de crudo para una zafra.
En el campo de la cultura, Jatibonico sobresale por el punto guajiro de Arroyo Blanco, el más antiguo del país; y por ser este territorio, en 1961, el primero de la parte centro oriental de Cuba en declararse libre de analfabetismo.
En la literatura sobresalen algunos jatiboniquenses como: Juan Manuel López López, Mildre Hernández Barrios, Marco Antonio Calderón Echemendía y Antonio Rodríguez Salvador, natural de Taguasco, pero que por alcanzar su madurez como escritor en nuestro territorio, ya se proclama jatiboniquense.
A partir de 1959, por la zona progresó también un programa hidráulico, que impulsó la creación de varios embalses, canales, derivadoras y sistemas de riego para las plantaciones cañeras locales y para beneficio del Complejo Agroindustrial arrocero Sur del Jíbaro, en el vecino territorio de La Sierpe.

## Estado
Tras la división político-administrativa de 1976, el municipio de Jatibonico pasó a formar parte de la nueva provincia de Sancti Spíritus.
El día 11 de noviembre de 2006, sale al aire la primera emisión del canal televisivo comunitario Jativisión, corresponsalía del Canal provincial Centro Visión Yayabo. Jativisión sale al aire los viernes a las 6:00 p. m. por 27 minutos, con un resumen noticioso de lo acontecido en Jatibonico y sus comunidades.
Hoy, en el orden social, aquí se exhibe una tasa de desempleo de 2.6, un buen índice si se tiene en cuenta que en estos momentos dos de sus principales industrias, la papelera Panchito Gómez Toro y la fábrica de pienso Andrés Chongo Contreras, están prácticamente paralizadas. También destacan los cinco años sin muertes de madres gestantes, y los 17 meses consecutivos sin muertes de niños menores de un año, gracias al fuerte sistema de salud, que en el territorio cuenta con un hospital municipal, dos policlínicos, salas de fisioterapia, dos clínicas estomatológicas, palacio de maternidad, centro de salud mental y decenas de consultorios médicos, todo ello donde la Revolución apenas encontró una clínica de socorro y otra psiquiátrica.
Sus escuelas están dotadas con más de 350 televisores, 113 videos y 156 computadoras y muchos de sus jóvenes, gracias a la universalización de la educación superior, cursan en el propio municipio varias carreras universitarias.
Dista mucho ahora Jatibonico de lo que fue hace un siglo atrás, razón más que poderosa para defender cada conquista, cada trazo de la historia forjada con el sudor que emana aún de la tierra de los bosques.
Entre los personajes universales naturales de este término municipal figura el Beato Fray José López Piteira, nacido el 2 de febrero de 1912 y fusilado en Paracuellos de Jarama, Madrid, España, el 30 de noviembre de 1936, quien ha sido el primer cubano en alcanzar el alto privilegio de ser elevado a los altares por la Iglesia católica.

## Historia eclesiástica de su territorio
Los detalles relacionados con la historia eclesial del término correspondiente a este municipio pueden consultarse en el apartado dedicado a este mismo tópico dentro del enlace de la Parroquia de San José de Jatibonico y Arroyo Blanco y Primera Iglesia Bautista de Jatibonico.

## Festividades
La tradición festiva más importante y de gran arraigo popular, es sin dudas, el San José de Arroyo Blanco, caracterizado por sus populares parrandas en las que se canta fundamentalmente una variante del punto espirituano, considerándosele como el más antiguo que se conoce en Cuba. Por su trascendencia, tiene carácter provincial el evento de parrandas, en el que participan todos los municipios de la provincia. Colateralmente se realizan torneos, rodeos, competencias, exposiciones de gallos finos, bailables y ventas de comidas y bebidas criollas.
Nota Curiosa: La primera misa de la cual se tiene noticia en Cuba, fue celebrada el 13 de julio de 1494 en la desembocadura del río Jatibonico del Sur.

## Ciudades hermanas
- El Paso
- La Palma